# NORCECA Champions Cup maschile 2019
La NORCECA Champions Cup 2019 si è svolta dal 22 al 24 agosto 2019 a Colorado Springs, negli Stati Uniti d'America: al torneo hanno partecipato quattro squadre nazionali nordamericane e la vittoria finale è andata per la prima volta a Cuba.

## Impianti
|                                                             |  |  |
| OPTC Città: Colorado Springs Capienza: - Anno d'apertura: - |  |  |

## Regolamento

### Formula
Le squadre hanno disputato un'unica fase con formula del girone all'italiana.

### Criteri di classifica
Se il risultato finale è stato di 3-0 sono stati assegnati 5 punti alla squadra vincente e 0 a quella sconfitta, se il risultato finale è stato di 3-1 sono stati assegnati 4 punti alla squadra vincente e 1 a quella sconfitta, se il risultato finale è stato di 3-2 sono stati assegnati 3 punti alla squadra vincente e 2 a quella sconfitta.
L'ordine del posizionamento in classifica è stato definito in base a:
- Numero di partite vinte;
- Punti;
- Rapporto dei set vinti/persi;
- Rapporto dei punti realizzati/subiti;
- Risultati degli scontri diretti.

## Squadre partecipanti
| Squadra     | Qualificazione      | Ultima partecipazione |
| ----------- | ------------------- | --------------------- |
| Canada      | Ranking NORCECA     | Stati Uniti 2015      |
| Cuba        | Ranking NORCECA     | Stati Uniti 2015      |
| Porto Rico  | Ranking NORCECA     | Debutto               |
| Stati Uniti | Paese organizzatore | Stati Uniti 2015      |

## Torneo

### Risultati
| 22 agosto 2019 OPTC, Colorado Springs Durata: 2h:10 - Spettatori: 200   | Cuba        | 3 - 2 | Canada     | 25-19, 19-25, 25-17, 22-25, 15-11 |
| 22 agosto 2019 OPTC, Colorado Springs Durata: 1h:15 - Spettatori: 150   | Stati Uniti | 3 - 0 | Porto Rico | 25-13, 25-16, 25-15               |
| 23 agosto 2019 OPTC, Colorado Springs Durata: 1h:33 - Spettatori: 200   | Canada      | 0 - 3 | Porto Rico | 19-25, 24-26, 21-25               |
| 23 agosto 2019 OPTC, Colorado Springs Durata: 1h:56 - Spettatori: 682   | Stati Uniti | 1 - 3 | Cuba       | 19-25, 23-25, 25-22, 14-25        |
| 24 agosto 2019 OPTC, Colorado Springs Durata: 1h:25 - Spettatori: 150   | Porto Rico  | 0 - 3 | Cuba       | 28-30, 17-25, 22-25               |
| 24 agosto 2019 OPTC, Colorado Springs Durata: 2h:11 - Spettatori: 1 791 | Stati Uniti | 1 - 3 | Canada     | 26-28, 20-25, 29-27, 24-26        |

### Classifica
| Pos | Squadra     | Pt | G | V | P | SV | SP | Ratio | PF  | PS  | Ratio |
| --- | ----------- | -- | - | - | - | -- | -- | ----- | --- | --- | ----- |
| 1   | Cuba        | 12 | 3 | 3 | 0 | 9  | 3  | 3,000 | 283 | 245 | 1,155 |
| 2   | Stati Uniti | 7  | 3 | 1 | 2 | 5  | 6  | 0,833 | 255 | 247 | 1,032 |
| 3   | Canada      | 6  | 3 | 1 | 2 | 5  | 7  | 0,714 | 267 | 281 | 0,950 |
| 4   | Porto Rico  | 5  | 3 | 1 | 2 | 3  | 6  | 0,500 | 187 | 219 | 0,853 |

## Classifica finale
| Pos     | Squadra     | Rosa |
| ------- | ----------- | --- |
| Oro     | Cuba        | Formazione: 2 Melgarejo, 4 Yant, 5 Concepción, 7 García, 9 Osoria, 11 Taboada, 12 Herrera, 13 Simón, 14 Goide, 15 León, 17 Alonso, 18 López, CT: Vives                                         |
| Argento | Stati Uniti | Formazione: 1 Ayzenberg, 2 Hatch, 3 Zolg, 4 Chavers, 5 Kessel, 6 Yoshimoto, 7 Amado, 8 Petty, 9 Wexter, 10 Leeson, 11 Moss, 12 Wieczorek, 13 August, 14 Gasman, CT: Werle                      |
| Bronzo  | Canada      | Formazione: 1 Jarvis, 4 LeBreux, 5 Gyimah, 6 Barnes, 10 Schouten, 12 Ireland, 13 Keturakis, 14 Loeppky, 15 Davies, 20 Epp, 21 McConkey, 22 Scheerhoorn, 23 Demyanenko, 24 Koppers, CT: Marsden |
| 4.      | Porto Rico  | Formazione: 1 Fernández, 4 Del Valle, 5 Nieves, 8 Nido, 9 Molina, 14 Vargas, 19 Fiorentino, 20 Iglesias, 21 Rivera, 22 García, CT: Antonetti                                                   |

|  | Qualificata al torneo di qualificazione nordamericano ai Giochi della XXXI Olimpiade. |

## Premi individuali
| Premio                | Nome              | Squadra     |
| --------------------- | ----------------- | ----------- |
| MVP                   | Robertlandy Simón | Cuba        |
| Miglior realizzatore  | Blake Scheerhoorn | Canada      |
| Miglior servizio      | Jesús Herrera     | Cuba        |
| Miglior difesa        | Jeremy Davies     | Canada      |
| Miglior ricezione     | Yonder García     | Cuba        |
| Miglior palleggiatore | Adrián Goide      | Cuba        |
| Miglior opposto       | Blake Scheerhoorn | Canada      |
| Miglior schiacciatore | Cody Kessel       | Stati Uniti |
| Miglior schiacciatore | Osniel Melgarejo  | Cuba        |
| Miglior centrale      | Robertlandy Simón | Cuba        |
| Miglior centrale      | Patrick Gasman    | Stati Uniti |
| Miglior libero        | Jeremy Davies     | Canada      |